# 世界卫生组织突发卫生事件规划
世界卫生组织突发卫生事件规划是當發生全球或地區性公共衛生安全事件時世界卫生组织的一種應對機制和計劃，由总干事陳馮富珍应世界卫生大会的要求于2016年7月1日成立。

## 歷史
由于世界衛生組織在應對2014-2015年西非伊波拉病毒疫症疫情時反应遲緩，陳馮富珍寻求一个咨询小组以幫助世卫组织在發生突发事件和紧急情况下能更好的工作。咨询小组由19名成员组成，他们具有相关经验，並在联合国机构、政府和国际人道主义非政府组织担任過高级领导职务。當時的咨询小组由大卫·纳巴罗担任主席。咨询小组的最终报告於2016年4月的世界卫生大会上遞交給陳馮富珍。